# André Thijssen

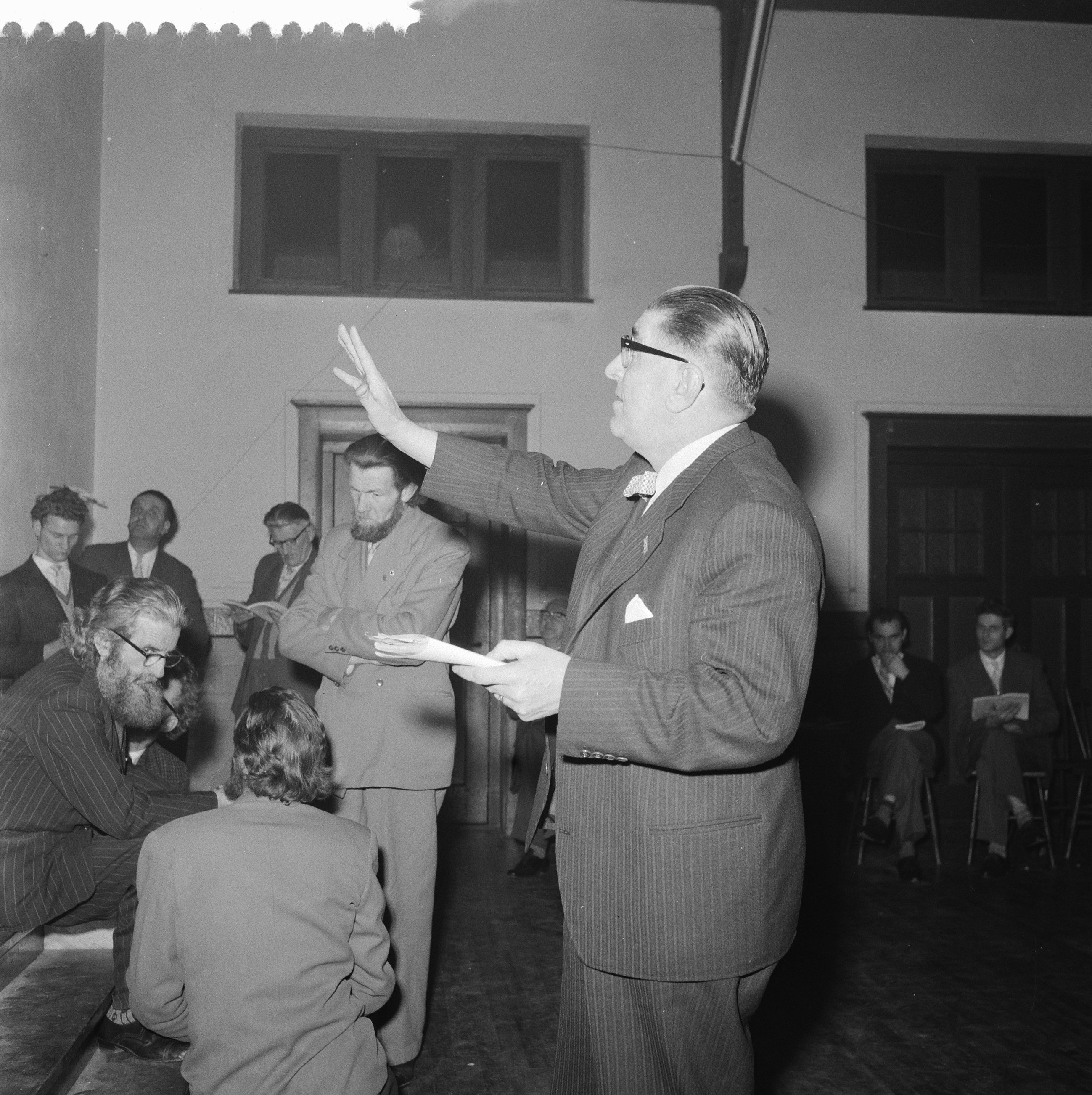
André Thijssen met de repetitie in 1960

Andreas Johannes Theodorus (André) Thijssen (Tegelen, 1 november 1901 – aldaar, 22 juni 1976) was een Nederlands industrieel.
Hij was zoon van Anna Maria Houx en timmerman Peter Theodorus Thijssen. Hijzelf was getrouwd met Sophia Petronella Jacqueline Lambertine Laumans.
Hij was jarenlang directeur van Thijssen IJzergieterij. Hij werd echter bekend als initiator van het "Tegelsche Openluchtspel-comité" achter de opvoeringen van de Passiespelen Tegelen in Openluchttheater De Doolhof te Tegelen. Nadat er in de jaren twintig al enkele uitvoeringen in het openluchttheater waren gegeven, gaf Thijssen de aanzet aan de uitvoeringen vanaf de jaren dertig tot de jaren zeventig, waarin hij in het begin de rol van Caïphas voor zijn rekening nam en vanaf 1935 de regie voerde. Rond 1970 moest hij vanwege een slechter wordende gezondheid verstek laten gaan. Hij maakte daarbij de opkomst richting jaren vijftig mee met 150.000 bezoekers alsmede de neergang in de jaren zestig met amper 20.000 bezoekers. De Passiespelen gingen toen bijna ten onder aan de overkapping van genoemd theater. Zoon Theo Thijssen zat in de jaren tachtig in het bestuur, dat weer een opgaande lijn wist te bewerkstelligen; overigens speelden meerdere kinderen uit het negen kinderen tellende gezin mee. 
André Thijssen overleed na een lang ziekbed op 74-jarige leeftijd in Tegelen, alwaar hij gecremeerd werd. Volgens het In memoriam in het Limburgsch Dagblad en het Bericht van overlijden in De Telegraaf was hij ridder in de Orde van de Heilige Gregorius, ridder in de Orde van Oranje Nassau en drager van de Zilveren Anjer. Hij kreeg in 1961 ook nog een cultuurprijs van Brand Bierbrouwerij.